# Jean Bamanisa Saïdi
Jean Bamanisa Saïdi, né le 7 avril 1964 à Kisangani, est un homme d’affaires et homme politique congolais (RDC). Il est gouverneur de la Province orientale d'octobre 2013 au 29 octobre 2015,.

## Biographie
Jean Bamanisa Saïdi, fils du docteur Alexander Barlovatz et de Violette Nyakato, originaire du district d’Ituri, est né à Kisangani le 7 avril 1964. Il passe sa jeunesse à Kisangani, dans l'Ituri (Bunia, Djugu, Bogoro, Kasenyi) et à Beni.
Jean Bamanisa fait ses études primaires à l’école belge de Kisangani et ses études secondaires en biochimie à Beni et à Kisangani, collège Maele et complexe scolaire de l’université de Kisangani pour y obtenir en 1983 un diplôme d'État, option biochimie. Après un passage rapide à l’université de Kisangani, en sciences, département de biologie, il se lance dans les affaires.
En 1987, Jean Bamanisa crée BAJE sprl, entreprise spécialisée dans l'entretien des bâtiments employant plus de 200 personnes. En 1994, il crée PETROBAJE, un département de BAJE pour la distribution des produits pétroliers et lubrifiants, jusqu'à diriger des années après un groupe d'entreprises œuvrant dans divers domaines dont l'immobilier, l'entretien des bâtiments, la jardinerie, la restauration, l'étude des projets et la promotion des investissements.

## Carrière politique

### Gouverneur de la Province orientale
(juillet 2020).
En 2006, Jean Bamanisa est élu député national de la ville de Kisangani. En 2012, il se présente à l'élection d'un nouveau gouverneur de la Province orientale. Il est élu avec 48 voix contre 45 pour son concurrent Jean Tokole.
Après le découpage de la Province orientale, il devient le gouverneur de la province d'Ituri en 2016.
Dès son arrivée à la tête de la Province orientale, Jean Bamanisa tient à redonner à cette vaste province sa place de troisième force économique de la République démocratique du Congo de jadis.
Les actions menées sur le terrain par le gouverneur Jean Bamanisa sont contenues dans son plan d’action présenté et adopté à l’unanimité lors de l’investiture de son gouvernement le 26 février[Quand ?] par l’Assemblée provinciale de Kisangani. Il s'agit d'un programme d’action qu’il entend mettre en œuvre avec des ressources locales grâce à la quotité de la rétrocession revenant à la province, pour permettre son développement durable et le bien-être de sa population. Dès son investiture, il se lance dans de divers chantiers à travers la Province. Il organise une table ronde économique qui réunit les opérateurs économiques et les investisseurs qui souscrivent à divers projets de développement. Il réhabilite une partie de la voirie urbaine du centre-ville de Kisangani, son fief. Il restructure la direction des recettes et se lance dans la mobilisation des ressources nécessaires à la mise en œuvre de son programme. Dans cette tache, il se heurte à plusieurs obstacles dont les plus importants sont: le faible taux de la rétrocession de l'État aux provinces et une certaine hostilité nourrie à son encontre par une partie de la classe politique de la province qui l'accuse d'affairisme et d'autoritarisme. En réalité, le courroux né dans les milieux politiques de la province œuvrant à Kinshasa serait plutôt dû au fait que celle-ci ne reçoit plus d'avantages depuis l'avènement de Bamanisa qui semble travailler en vase clos[réf. nécessaire]. 
À l'aube de l'année 2015, le Congo entame difficilement un processus de découpage territorial devant le faire passer de 11 à 26 provinces et qui prévoit de scinder la Province orientale que gère Jean Bamanisa en 4 provinces Ituri, Tshopo, Haut-Uele, Bas-Uele. Ce processus qui ne fait pas l'unanimité au sein de la classe politique vient placer Jean Bamanisa dans une position inconfortable au regard de sa double assise politique. Il est originaire de l'Ituri par sa mère et est un natif de Kisangani dont il a fait sa base électorale depuis 2006. L'opinion s'attend à ce qu'il se replie sur ses origines tribales et aille postuler en Ituri aux élections provinciales préludes au découpage. Mais, dans une conférence de presse tenue en son cabinet, il annonce sa candidature dans la circonscription de Kisangani au grand mécontentement de ceux qui voyaient dans le découpage le déboulonnement de celui qu'ils considéraient comme un dur à cuire. Il dépose sa candidature finalement au centre de réception et de traitement de la CENI à Kisangani sur la liste MCR (un parti satellite du MSR).

## Vie privée
Jean Baminasa est marié à Caroline Bemba, députée élue de Gemena, et père de trois enfants.